# Anselme Marchal
Le lieutenant Anselme Marchal (Moutier, 23 décembre 1882 - Paris, 26 juin 1921) est un aviateur français qui s'est illustré pendant la Première Guerre mondiale, notamment à l'occasion de son survol audacieux de Berlin en juin 1916, également pour son amitié avec Roland Garros avec qui il s'évada d'un camp en Allemagne.

## Biographie
Anselme Marchal se taille une réputation dans le monde du sport avant la guerre.
Il accède à la notoriété le 21 juin 1916, lorsque, après avoir quitté Nancy le 20 au soir, il survole l'Allemagne de nuit et, arrivé au-dessus de la capitale, lance 5 000 tracts en allemand destinés à la population berlinoise stupéfaite. Il avait le projet de gagner les lignes russes, mais, à la suite d'une panne de bougie se trouve contraint d'atterrir non loin de Chełm (Pologne), au milieu de troupes autrichiennes, au terme d'un périple de plus de 1 300 kilomètres. Il établit du même coup un record mondial de distance sans escale.
Fait prisonnier, il tente en vain de s'évader à trois reprises. Pendant l'hiver 1916, il avait déjà réussi à franchir la frontière hollandaise, mais l'aviateur anglais qui l'accompagnait tomba à l'eau. Ne pouvant le secourir seul, Marchal fit appel à des gardes-forestiers allemands qui sauvèrent son compagnon, mais capturèrent les deux hommes.
Sévèrement puni, le Français fut ensuite envoyé au camp de Magdebourg où il retrouva Roland Garros. À l'issue d'une minutieuse préparation, les deux amis déguisés en officiers allemands parvinrent à s'évader le 24 février 1918.

## Écrits
- Après mon vol au-dessus de Berlin, J. Tallandier, 1919

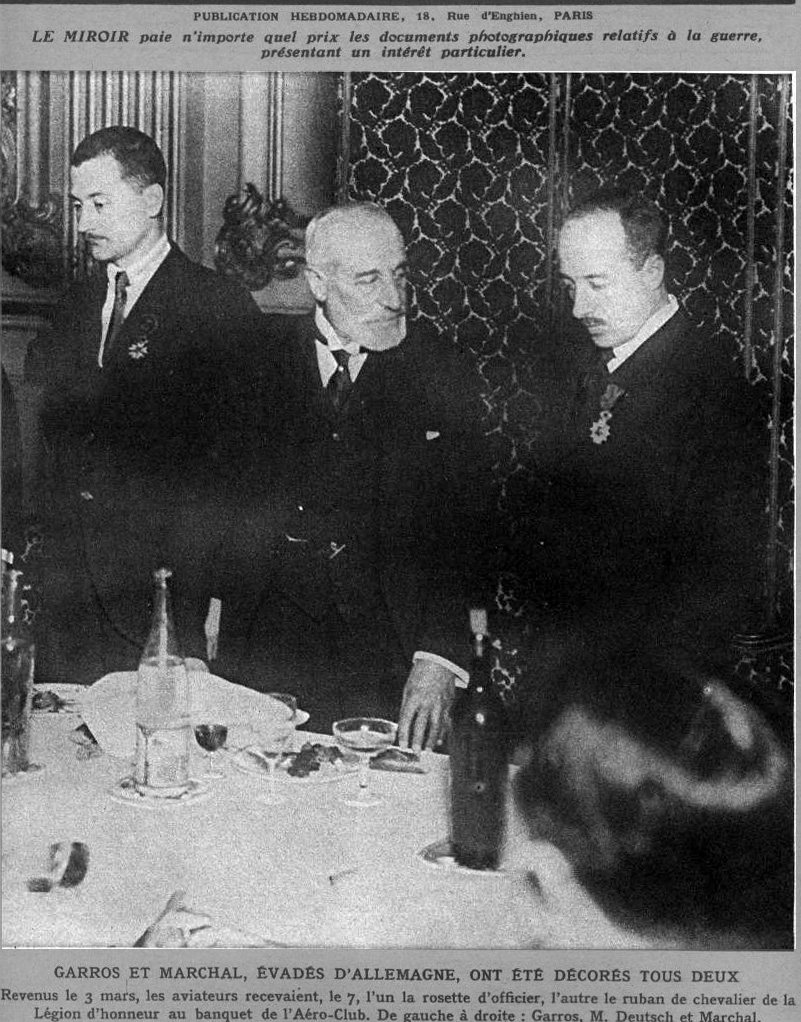
Marchal et Garros fêtés à l'Aéro-Club de France par Henry Deutsch de la Meurthe après leur évasion.